# راس تیلور (هاکی روی یخ)
راس تیلور (انگلیسی: Ross Taylor; ۲۶ آوریل ۱۹۰۲ – ۳ مهٔ ۱۹۸۴) بازیکن هاکی روی یخ اهل کانادا بود.